# Chanecy
Chanecy (německy Cannewitz) je vesnice, místní část obce Demitz-Thumitz v Horní Lužici v německé spolkové zemi Sasko. Nachází se v zemském okrese Budyšín a má 62 obyvatel.

## Historie
První historická písemná zmínka je již ze 13. století (villula Chanowiz), z roku 1222. Od roku 1936 je přičleněna k obci Zemice-Tumice (Zemicy-Tumicy/Demitz-Thumitz), do té doby byla samostatnou obcí a měla vlastní část Čerwjenje Noslice.

## Geografie
Cannewitz leží na říčce Klášterní voda nedaleko dálnice A4, dálniční křižovatky 88a. Vesnice náleží do centrální části lužickosrbského osídlení. Chanecy jsou sídelním typem okrouhlice – to jest vsi stavěné do kruhu – okolo kruhové návsi, kde se původně na noc shromažďoval dobytek.
Chanecy sousedí Lutyjecemi na severu, Spytecemi na východě, Čerwjenymi Noslicemi na jihu a Počaplicemi na západě. Mezi vesnicí a Spytecemy jsou pozůstatky starého slovanského hradiště.
Chanecy jsou převážně protestantskou vesnicí.